# Bårslöv
Bårslöv is een plaats in de gemeente Helsingborg in de provincie Skåne län en het landschap Skåne, dit zijn de zuidelijkste provincie en landschap van Zweden. De plaats heeft 2682 inwoners (2005) en een oppervlakte van 119 hectare.

## Verkeer en vervoer
Bij de plaats lopen de E6/E20 en Länsväg 109.